# ...Best II
...Best II es un álbum recopilatorio de The Smiths. Fue lanzado en noviembre de 1992 por el nuevo propietario de su catálogo, WEA (Sire Records en los Estados Unidos). Su posición más alta en la lista de éxitos británica fue #29, y no entró en los EE. UU.

## Acerca del álbum
WEA (ahora Warner Music Group) adquirió el catálogo de The Smiths a principios de 1992. Junto con el relanzamiento de todos los álbumes originales y recopilaciones, de inmediato se puso en marcha un compilando 'best of' en dos volúmenes. Era la primera vez que había sido hecha una recopilación regular de un material de The Smiths y el álbum llegó sin esfuerzo a la cima de las listas británicas. La prensa británica tenía dudas acerca de lanzamiento por la baja coherencia de la selección de pistas.
El material está recogido y secuenciado más o menos al azar, y consta de dos sencillos. Al igual que en el primer volumen, en el Reino Unido salió un sencillo: "There Is a Light That Never Goes Out" (que se había destinado originalmente como sencillo en 1986, pero finalmente se canceló en favor de "Bigmouth Strikes Again"). El sencillo fue lanzado antes del álbum y alcanzó el #25.

## Portada
El Reino Unido y la edición europea del disco contó con la mitad izquierda de un joven motociclista tomada de una fotografía de 1960 hecha por Dennis Hopper, con Best...I se completa la foto, la portada de EE. UU. fue diseñada por el cantante Morrissey y una vez más tiene rasgos de Richard Davalos, coestrella de East of Eden (otras apariciones de Dávalos fueron en las portadas de Strangeways, Here We Come y la edición de los EE. UU. de Best...I).

## Lista de canciones
Todas las canciones escritas por Morrissey/Marr (incluida "Oscillate Wildly").
| Side one |                                                                  |          |  |
| N.º      | Título                                                           | Duración |  |
| 1.       | «The Boy with the Thorn in His Side»                             | 3:16     |  |
| 2.       | «The Headmaster Ritual»                                          | 4:52     |  |
| 3.       | «Heaven Knows I'm Miserable Now»                                 | 3:34     |  |
| 4.       | «Ask» (versión del álbum)                                        | 3:15     |  |
| 5.       | «Oscillate Wildly»                                               | 3:26     |  |
| 6.       | «Nowhere Fast»                                                   | 2:35     |  |
| 7.       | «Still Ill»                                                      | 3:20     |  |
| 8.       | «Bigmouth Strikes Again»                                         | 3:14     |  |
| 9.       | «That Joke Isn't Funny Anymore»                                  | 4:57     |  |
| 10.      | «Shakespeare's Sister»                                           | 2:08     |  |
| 11.      | «Girl Afraid»                                                    | 2:46     |  |
| 12.      | «Reel Around the Fountain»                                       | 5:56     |  |
| 13.      | «Last Night I Dreamt That Somebody Loved Me» (versión del álbum) | 5:02     |  |
| 14.      | «There Is a Light That Never Goes Out»                           | 4:02     |  |

## Personal

### The Smiths
- Morrissey voz
- Johnny Marr - guitarras, instrumento de teclados, armónica, mandolinas, sintetizados de cuerda y flauta
- Andy Rourke - bajo, chelo en "Oscillate Wildly" y "Shakespeare's Sister"
- Mike Joyce - Batería
- Craig Gannon - guitarra rítmica en "Ask"

### Músicos adicionales
- Kirsty MacColl - coros en "Ask"
- Paul Carrack - piano y órgano en "Reel Around the Fountain".

### Personal técnico
- John Porter - Productor (2, 5-6, 9-10)
- The Smiths - productores (3-4, 7, 11-12)
- Morrissey y Marr - productores (1, 8, 14)
- Johnny Marr, Morrissey y Stephen Street - Los productores (13)